# Tempio Airavatesvara
Il Tempio Airavatesvara è un tempio indù di architettura dravidica situato nel comune di Darasuram, nei pressi Kumbakonam nello stato federato del Tamil Nadu nell'India meridionale. Questo tempio, costruito da Rajaraja Chola II nel XII secolo è un patrimonio dell'umanità del Sud, insieme al Tempio Brihadeeswara a Thanjavur e al Tempio Gangaikondacholisvaram a Gangaikonda Cholapuram che vengono indicati complessivamente come i Templi di Chola.

## Leggenda
Il tempio Airavatesvara è dedicato al dio degli asceti Shiva, qui conosciuto come Airavateshvara, perché è stato adorato in questo tempio da Airavata, l'elefante bianco del re degli dei, Indra. La leggenda narra che Airavata, dopo aver sofferto di un cambiamento di colore a causa della maledizione scagliatagli dal saggio Durvasa, si ritrovava ad aver i suoi colori restaurati bagnandosi nelle acque sacre di questo tempio. Questa leggenda è ricordata da un'immagine di Airavata con Indra seduto in una parte interna della struttura. Il tempio e la divinità che la presiede deriva il suo nome da questo incidente.
Si dice che il "Re della Morte", il dio Yama ha anch'egli qui adorato Shiva. La tradizione vuole che Yama, sofferente sotto la maledizione di un Rishi di una sensazione di bruciore in tutto il corpo, è stato curato dalla divinità che presiede Airavatesvara. Yama ha fatto il bagno nella vasca sacra e si liberò della sensazione di bruciore. Da allora, il serbatoio è stato conosciuto come Yamateertham.

## Divinità
Un tempio gemello di questo, il luogo della consorte della divinità principale che ha sede qui, il Periya Nayaki Amman, è un tempio indipendente situato a nord del tempio Airavateshvarar. Questo avrebbe potuto essere una parte del tempio principale, quando i cortili esterni erano completi. Allo stato attuale, si trova solo come un tempio indipendente con il santuario della dea in piedi in un unico blocco di grandi dimensioni.

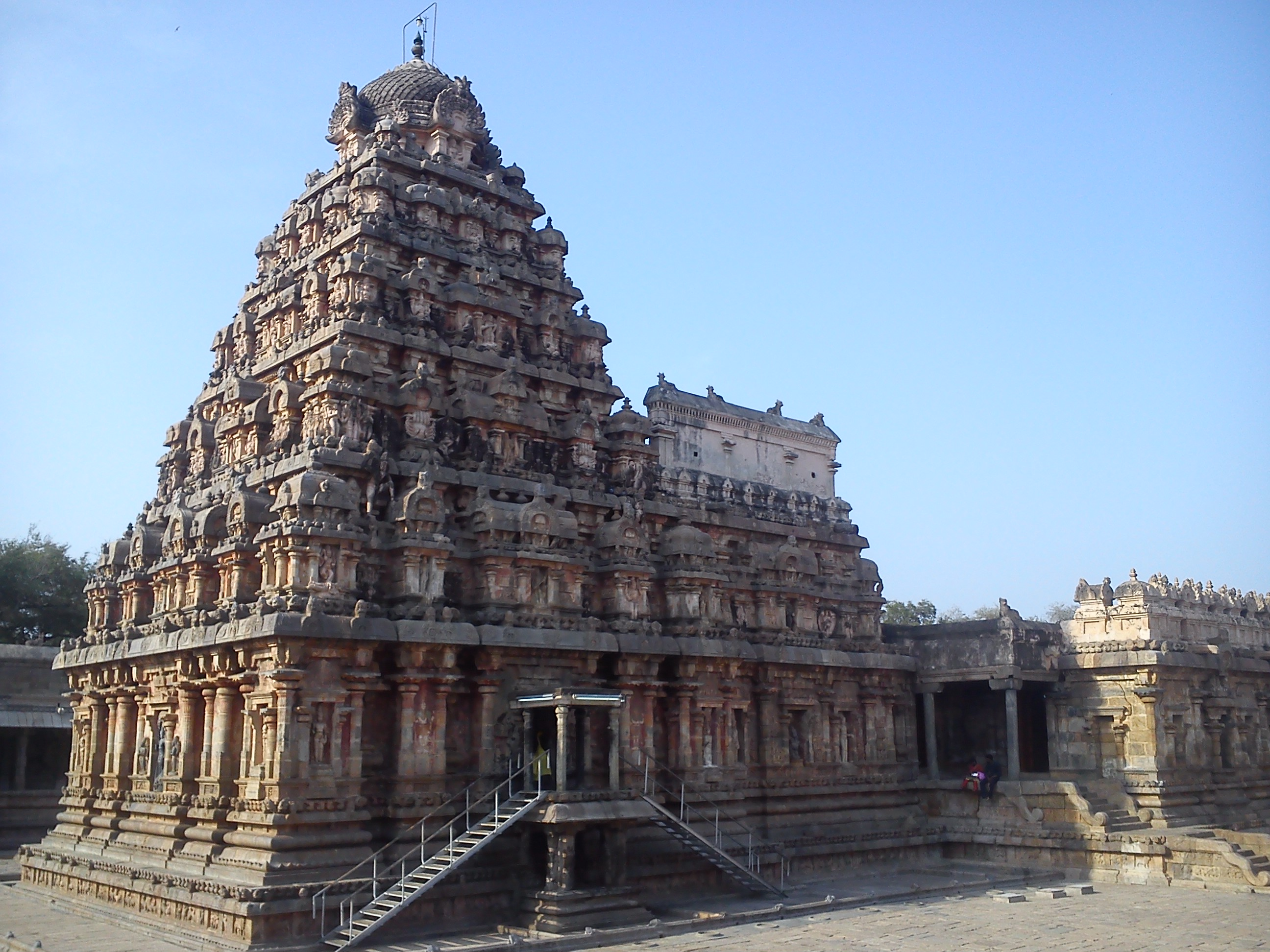
Vimana (architettura) del tempio Airatesvara.

## Architettura
Questo tempio è un deposito di arte e architettura ed ha alcune notevoli sculture in pietra; anche se questo è molto più piccolo del Tempio Brihadeesvara o di quello di Gangaikonda Cholapuram, è più squisito in dettaglio: ciò perché si dice sia stata costruita con "nitya-Vinoda", un intrattenimento perpetuo della mente.
Il tempio inizia con una mahadwara, ingresso principale sul lato orientale.. Il vimana (architettura) (torre) è di 24 m di altezza.
Il tempio è costituito da un santuario senza un percorso circumambulatorio e mandapas assiali. Il mandapa anteriore è noto nelle iscrizioni come Rajagambhiran tirumandapam ed il suo lato sud è sotto forma di un enorme carro con grandi ruote di pietra trainati da cavalli; i pilastri di questo mandapa sono altamente ornati. L'elevazione di tutte le parti strutturali è elegante, con sculture che dominano l'architettura.
A est del cortile interno si trova un gruppo di edifici ben scolpito, uno dei quali è il Balipita (la "sede per il sacrificio"), il cui piedistallo confina con un piccolo santuario che contiene l'immagine di Ganesha. Il basamento ha una serie di tre serie di passaggi sul lato sud finemente intagliati. Colpendo i passaggi si producono suoni musicali diversi musicali (sulle sette note di base della musica).
Nell'angolo sud-ovest della corte vi è un mandapam composto da quattro santuari; uno di questi ha un'immagine di Yama. Adiacente a questo santuario si trovano grandi lastre di pietra scolpite con immagini delle sapthamathas (le sette ninfe celesti). La costruzione di un tempio separato per Devī, leggermente arretrato rispetto al tempio principale, indica la nascita del santuario Amman come una componente essenziale dei complessi templari dell'India del Sud.

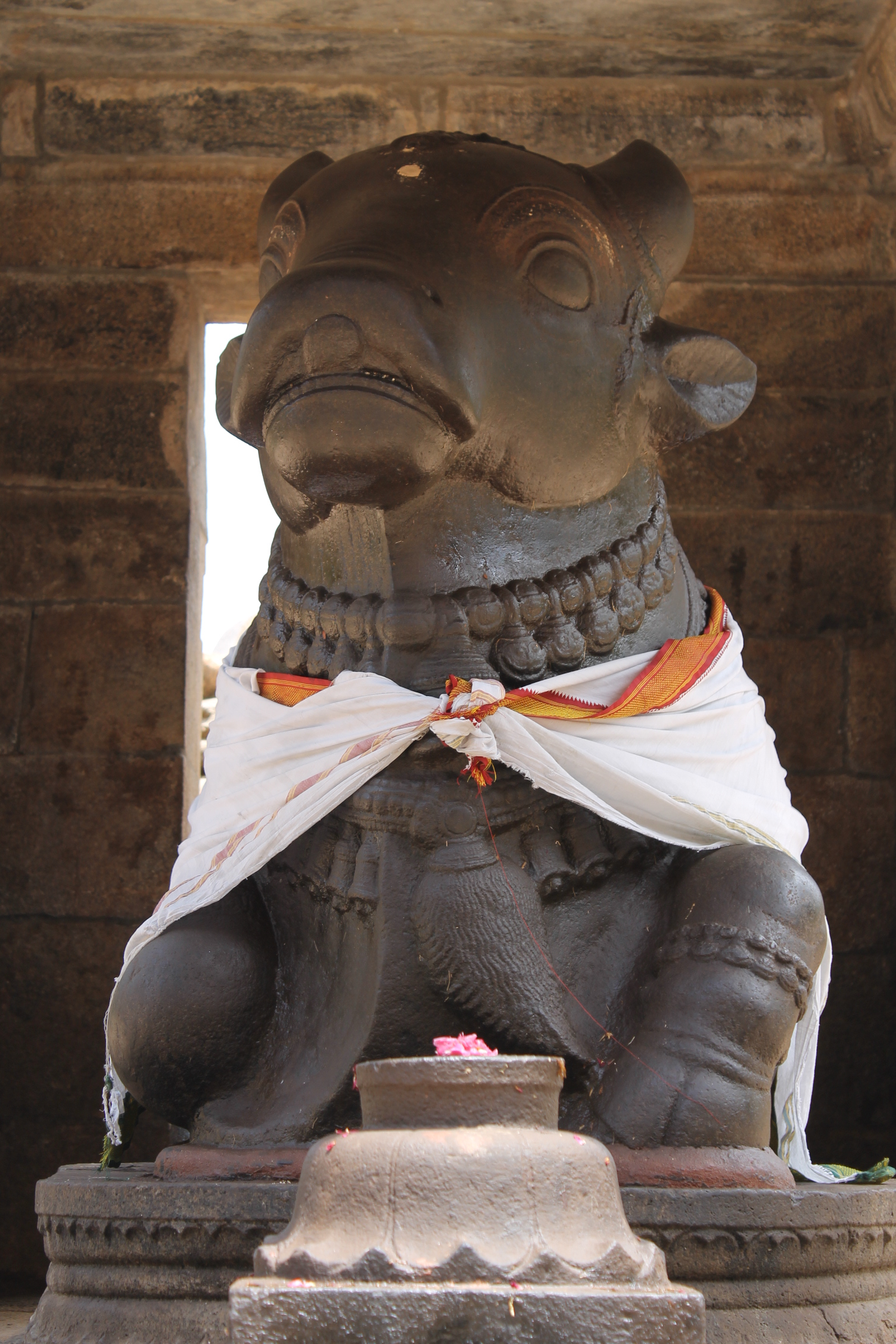
Scultura dedicata a Nandi presente in uno dei santuari interni.

## Iscrizioni
Ci sono varie iscrizioni nel tempio. Uno di questi registra il restauro dei santuari interni da parte di Kulottunga Chola III.
La parete nord della veranda si compone di 108 sezioni di iscrizioni, ognuna contenente il nome e la descrizione e l'immagine dei 63 Saivacharya (i santi dello shivaismo) che elenca i principali eventi svoltisi nella loro vita. Questo riflette le profonde radici shivaite presenti fin dai tempi antichi in questa regione.
Altre importanti forme scultoree esistenti sono quelle raffiguranti 108 Devara Othuvars che cantato nel tempio e che sono ambientate durante il regno di Rajaraja Chola II. Ci sono poi sculture per le dee dei fiumi come quella di Kaveri e del Gange, Yamuna, di Godavari e Narmada.
Un'altra iscrizione posta vicino al gopura registra che l'immagine è stata portata da Basavakalyan (allora conosciuta come Kalyanapura) dall'imperatore rajadhiraja Chola dopo la sconfitta del re Someshwara I dell'impero Chalukya occidentale, dei suoi figli Vikramaditya VI e Someshwara II e della conquista di una delle loro capitali.

## Patrimonio dell'umanità
Questo tempio è stato aggiunto alla lista dei Templi di Chola nel 2004 come patrimonio dell'umanità dell'UNESCO, comprendenti a tutt'oggi il tempio Brihadeeswara a Thanjavur, il tempio di Gangaikondacholisvaram a Gangaikonda Cholapuram e per l'appunto l'Airavatesvara a Darasuram; tutti questi templi sono stati costruiti dalla dinastia dei Chola tra il X e il XII secolo e si trovano a possedere un gran numero di somiglianze architettoniche.

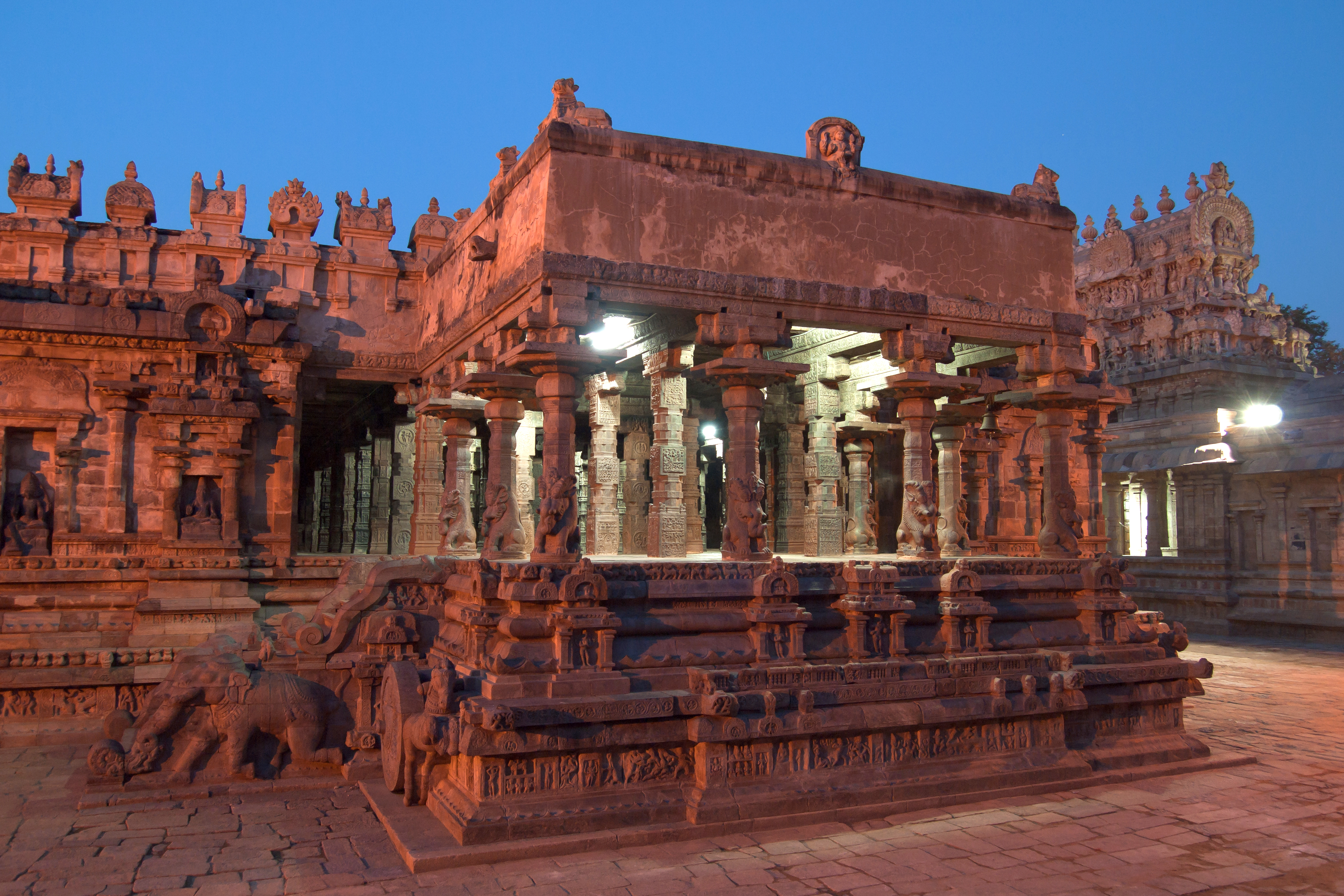
Una delle stanze a forma di carro, sul lato sud.